# Ruyigi
 (avril 2022).
Si vous disposez d'ouvrages ou d'articles de référence ou si vous connaissez des sites web de qualité traitant du thème abordé ici, merci de compléter l'article en donnant les références utiles à sa vérifiabilité et en les liant à la section « Notes et références ».
Ruyigi est le chef-lieu de la province de Ruyigi, au Burundi.

## Communes
La province de Ruyigi compte sept(7) communes qui sont les suivantes :
- Butezi ;
- Ruyigi ;
- Bweru ;
- Butaganzwa ;
- Kinyinya ;
- Gisuru ;
- Nyabitsinda .

## Lieux de culte
Ruyigi est le siège d'un évêché catholique, créé le 13 avril 1973.

## Sport
La médaillée d'argent du 800m aux Jeux Olympiques de Rio 2016, Francine Niyonsaba, est originaire de Bweru, Province de Ruyigi.

## Transport
Les moyens de transport utilisés sont :
- Les taxis et bus ;
- Les motos ;
- Les vélos.

## Education
Les écoles secondaires les plus connues de la province sont les suivantes :
- LNDJ (lycée notre dame de joie ) situé en chef-lieu de la province;
- Lycée Rusengo situé en commune Ruyigi, zone rusengo;
- Lycée Nyakanda situé en commune Butezi, zone kayongozi;

## Culture
Ruyigi accueille le seul cinéma du Burundi, le "Cinéma des Anges" toutefois fermé depuis 2015.

## Camps des réfugiés
- Camp de Bwagiriza situé en commune de Butezi , zone Bwagiriza à 18 km du chef-lieu ;
- Camp de Nyankanda situé  en commune de Bweru , zone Kayongozi.